# Larry Ryan Squire
Larry Ryan Squire (Cherokee, Iowa, 1941. május 4. –) a pszichiátria, az idegtudományok és a pszichológia professzora a Kaliforniai Egyetem School of Medicine-en, valamint Research Career Scientist a Veterans Affairs Medical Center-ben, San Diegóban. PhD fokozatát 1968-ban, a Massachusetts Institute of Technology-n szerezte meg, posztdoktori tanulmányait az Albert Einstein College of Medicine végezte, az UCSD-re kerülése előtt.
1990 és 1998 között az Society for Neuroscience (Idegtudományi Társaság) titkára, közben 1993-tól 1994- ig a társaság elnöki tisztségét töltötte be. Megválasztott tagja a American Academy of Arts and Sciences-nek, a National Academy of Sciences-nek, az American Philosophical Society-nek és az Institute of Medicine-nek. Az Amerikai Pszichológiai Társaság (APA) által megjelentetett Behavioral Neuroscience című lap főszerkesztője volt, az Encyclopedia of Learning and Memory jelenlegi főszerkesztője, valamint tíznél több tudományos folyóirat szerkesztőbizottságának tagja.

## Kutatási területe
Nemzetközi ismertségét a memória neurológiai alapjainak és szerveződésének kutatásával alapozta meg. Neurológiai betegek és primáták vizsgálata során egyedül álló módon ötvözi az idegtudomány, a neuropszichológia és a kognitív tudományt. Emlősök emlékezetének szerveződésével foglalkozik, elsősorban rágcsálók, majmok és emberek idegrendszerének és kognitív képességeinek vizsgálatán keresztül. Vizsgálatai a károsodott memóriájú páciensekre is kiterjednek: amnéziás betegekkel folytatott vizsgálatai sok hasznos információval szolgálnak az ép emlékezet működéséről is. A tudomány mai fejlettsége pedig lehetővé teszi számára normális emberek emlékezetének mélyebb megismerését a különböző agyi képalkotó eljárások alkalmazásával. A rágcsálók agyi hálózatainak tanulmányozása Dr. Robert Clark vezetésével folyik a San Diegó-i orvostudományi egyetemen Squire közreműködésével. Primátákkal folytatott kutatásai az emlékezeti funkciók, illetve a memóriához kapcsolódó agyi struktúrák vizsgálatára irányulnak – a vizsgálatok Dr. Stuart Zola vezetése alatt folynak.
Tanulmányaiban foglalkozik az anterográd és retrográd amnéziával, főként poszt mortem szövettani vizsgálatok segítségével.
Squire vizsgálatai a tudattalan tanulás* és emlékezet témakörét is magukban foglalják. A nem deklaratív emlékezet kutatásában igen fontos szerepe van a humán amnéziás betegek vizsgálatának, mert lehetőséget biztosítanak arra, hogy az amnézia során sérült mediális temporális lebeny és a mediális dienchephalikus agyi hálózatokon kívül eső agyterületek memóriában betöltött szerepe is vizsgálható legyen. A memória ezen formái magukban foglalják a perceptuális készségeket, a kategóriatanulást, szokástanulást, a kondicionálás egyszerű formáit, és a priming jelenségét. A kutatásban amnéziás, Parkinson-kóros, Huntington-kóros, frontális lebeny léziós betegek, és egészséges önkéntesek vesznek részt.

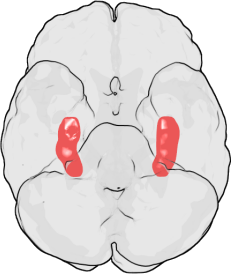
Hippkampus (hippocampus)

Számos cikke jelent meg neves folyóiratokban, de a legismertebb talán az 1992-ben publikált "Memory and the hippocampus" című cikke, mely a hosszú éveken át patkányokkal, egerekkel és emberekkel folytatott kísérletek eredményeit foglalja össze, és mind a pszichiátriában, mind a pszichológiában az egyik leggyakrabban idézett írásnak számít. A három részből álló cikk 1. részében a hippokampusz emlékezésben betöltött szerepét részletezi. A második részben több, különböző funkcióval rendelkező alkotóelemekből álló rendszerként ír a memóriáról, míg a harmadik részben a retrográd amnézia jelenségét elemzi, illetve kiemeli a fajok közötti hasonlóságot az amnéziák terén. A cikk nem tartalmaz új elméleteket vagy új megállapításokat, jelentősége inkább abban rejlik, hogy az empirikus kutatások terén korábban tapasztalható zűrzavart eredményesen megszüntette, az eltérő nézeteket összeegyeztette, az ellentmondásokat feloldotta.
Squire elismeri, hogy az emlékezetkutatás modern korának kezdete 1957-re tekint vissza, amikor a H. M. néven elhíresült beteg – ép intellektuális képességek megmaradásával együtt járó – amnéziájáról megállapították, hogy az mediális temporális lebeny lézió következménye. Ezen kívül ekkorra már az is nyilvánvalóvá vált, hogy az emlékezés képessége egy körülhatárolt, különálló funkció a kogníció területén belül. A memória pontos „felépítését” azonban még nem ismerték, ezért mindenképpen szükség volt egy állati modellre, mellyel számos kísérletet elvégezhettek. Erre a célra a legtöbben a patkányt találták a legmegfelelőbb fajnak. Squire azonban rávilágított arra, hogy e korai kísérletek azért nem lehettek sikeresek, mert akkor még nem tudták, hogy az emlékezetnek csak egy fajtája az, amely H.M.-hez hasonlóan károsodik. Azóta már tudjuk, hogy ez a deklaratív emlékezet, mely a tények, események emléknyomait őrzi, szemben a nem deklaratív emlékezettel, melynek károsodása esetén a szokásokkal, készségekkel, képességekkel kapcsolatos emlékek sérülnek.
Másrészt Squire azt is felismerte, hogy a korai kísérletekben nem vették figyelembe, hogy míg az állatok bizonyos feladatok megtanulásához deklaratív stratégiákat alkalmazhatnak, az ember ugyanazon feladatok esetében nem képes azok alkalmazására.
Hatalmas előrelépésnek tartja, hogy a kutatóknak az 1960-70-es évek óta lehetőségük nyílt a memória sejt és molekuláris szintű vizsgálatára Aplysia-val és Drosophila-val folytatott kísérletek révén. Az 1990-es évek óta pedig már génsebészet és azok hatásának feltárására, valamint ezen vizsgálatok egerekre történő kiterjesztésére is képesek lettek.
Squire a mediális temporális lebeny emlékezésben betöltött szerepéről való tudásunknak az elmúlt években történő hihetetlen mértékű gyarapodását a funkcionális MRI, az egysejtes vizsgálatok, illetve a génexpresszió manipulálására alkalmas módszer kifejlesztésének, és azok hagyományos kutatási módszerekkel való ötvözésének tulajdonítja.

## Deklaratív és nem deklaratív emlékezet

Frontális lebeny animáció

Squire több különböző memóriarendszer létezését tételezi fel. Az emlékezetet két nagyobb rendszerre, deklaratív emlékezet vagy explicit, illetve nem deklaratív vagy implicit részre osztja fel. A deklaratív emlékezeten belül az epizodikus memória a személyes események tényeit, a szemantikus memória pedig általános tudást tartalmaz. A nem deklaratív rendszernek négy ismert típusa van: a készségekben, az előfeszítésben, a kondicionálásban, és nem asszociáción alapuló jelenségekben érintett emlékezetnek megfelelően. Squire és munkatársai 1992-ben PET vizsgálattal bizonyították, hogy az explicit és implicit memória pszichológiai eltérései mellett biológiai különbségek is megállapíthatók. Explicit feladathelyzetben az agyi aktivitás a jobb oldali hippokampusz és homloklebeny környékén nőtt meg, implicit helyzetben viszont az agyi aktivitás a kontrollcsoporthoz képest csökkent, nem pedig növekedett.

## Publikációi
Megközelítőleg 350 tudományos cikket publikált, ezek mindegyike neuroanatómiai, kognitív és emlékezeti kutatások eredményeiről számol be. Szakkötetei jelentek meg, ezekből a következők érhetők el magyarországi nyilvános könyvtárakban:
- Memory and brain New York ; Oxford : Oxford University Press, 1987. XII, 315 p. ISBN 0-19-504208-5
- Encyclopedia of learning and memory. New York et al. : Macmillan : Maxwell Macmillan Canada : Maxwell Macmillan International, 1992. XXIII, 678 p. ISBN 0-02-897408-5
- Findings and current opinion in cognitive neuroscience Társszerző: Stephen M. Kosslyn. Cambridge, Mass. [etc.] : MIT Pr., 1998. (2000.) VI, 381 p. ISBN 0-262-69204-X
- Memory: from mind to molecules Eric Kandellel. New York : Scientific American Library, cop. 1999. XII, 315 p. ISBN 0-7167-5071-6
- Fundamental neuroscience. 2nd ed. San Diego, CA : Academic Press, 2002. (2003; 2008) XIX, 1426 p. CD mell. ISBN 0126603030

## Díjai, elismerései
- American Psychological Society William James alapítványi ösztöndíj
- Distinguished Scientific Contribution Award – APA; William Middleton Díj
- Charles A. Dana Award for Pioneering Achievements in Health and Education
- McGovern Díj (American Association for the Advancement of Science)
- Metropolitan Life Foundation Award for Medical Research